# Bagaudas
Bagaudas, foi a denominação dada a bandos armados de camponeses sem terra, escravos, desertores e marginalizados; de origem celta, que viviam no noroeste da Gália, entre os séculos III e V DC. O movimento chegou a atuar em dois quintos do território da Gália.
Dentre as causas do movimento, destacam-se:
1. os altos tributos exigidos pelo Império Romano;
2. a redução da produção agrícola causada pelo esfriamento do clima; e
3. o empobrecimento causado pelos saques dos bárbaros do norte.

Esses fatores levaram muitos homens a se dedicarem às pilhagens para escapar da miséria.
O movimento ocorreu no Império Romano da Antiguidade Tardia, inicialmente, durante a crise do terceiro século, tais revoltas foram contidas e retomadas diversas vezes, até o fim do Império Romano do Ocidente, sobretudo nas regiões menos romanizadas da Gália e da Hispânia.
Alguns entendem que a denominação deriva da palavra "bagad", que, em bretão, significa "grupo" ou "tropa". Outros entendem que a palavra latina "Bagaudæ" seria emprestada do gaulês que poderia significar "combatentes", nesse sentido, alguns observam que na Língua irlandesa antiga:
1. a palavra "bág", significa: "combate"; e
2. a palavra "bágach", significa: "belicoso" ou "combativo".

Os Bagaudas mantiveram sua cultura celta, apesar da romanização que ocorreu nas cidades.
Não está claro se eles eram cristãos e se interpretavam a mensagem do Evangelho em termos igualitários, portanto, com um conteúdo revolucionário contra os latifúndios.
Reivindicavam uma melhoria das suas condições sociais, numa circunstância na qual as alterações climáticas provocavam uma diminuição da produção agrícola.
Entre 284 e 286 DC, surgiram as primeiras menções sobre o movimento, durante os tumultos contra o Imperador Carino (282-285 DC). Naquela época, a Gália setentrional ainda enfrentava as consequências da invasão germânica de 276 DC. Dentre os líderes desse primeiro levante, destacaram-se: Eliano e Amando.
Entre agosto e setembro de 285 DC, período imediatamente posterior à morte do Imperador Carino, os rebeldes tomaram o controle de cerca de quarenta e nove cidades, incluindo: Paris, Sens, Troyes, Auxerre e Meaux .
A primeira rebelião foi sufocada pelo General Maximiano, depois, surgiram outras rebeliões, com as mesmas características e na mesma região, até cerca de 460 DC.
Em 407 DC, eles forçaram o General Saro a dar-lhes todos os despojos coletados no campo da Gália em troca de um percurso seguro pelas passagens alpinas.
Em 442 DC, foram derrotados por Astírio.
Um texto eclesiástico do século XI, menciona um entrincheiramento Bagauda na localidade de Saint-Maur-des-Fossés (Vale do Marne), nas margens do Rio Marne, nas proximidades de Paris. O portão de Paris na direção de Saint-Maur-des-Fossés teria recebido, em memória dos Bagaudas, o nome de "Portão Bugaudarum", então abreviado para "Portão Bauda".
A Boulevard des Bagaudes está localizada na comuna de Saint-Maur-des-Fossés.